# Salganea rectangularis
Salganea rectangularis är en kackerlacksart som beskrevs av Hanitsch 1933. Salganea rectangularis ingår i släktet Salganea och familjen jättekackerlackor. Inga underarter finns listade i Catalogue of Life.